# La Ciotat
La Ciotat (okcitán nyelven La Ciutat) kikötőváros Franciaországban, Bouches-du-Rhône megyében, La Ciotat kanton központja.

## Fekvése
La Ciotat a Földközi-tenger partján fekszik egy félszigeten, melynek legdélebbi pontja a Cap de l’Aigle. A város Marseille-től 20 km-re délkeletre, Toulontól 20 km-re nyugatra terül el, Bouches-du-Rhône és Var megyék határán.
Nyugatról Cassis, északról Ceyreste, északkeletről Saint-Cyr-sur-Mer és La Cadière-d'Azur községekkel határos.
La Ciotat-t a D559-es megyei út köti össze Cassis-n és a Gineste-hágón (327 m) át Marseille-jel, valamint Bandolon és Sanary-sur-Meren át Toulonnal. A két közeli nagyváros az A50-es autópályán is elérhető. Vasútállomása van a Marseille-Toulon vonalon.
A községhez tartozik a 12 hektár területű, 500 méter hosszú, 53 méterig magasodó lakatlan Île Verte (Zöld-sziget).

## Története
A város neve az okcitán La Ciutat szóból származik, ami „város”-t jelent. A település 1429-ben vált önállóvá, korábban Ceyreste-hez tartozott. Az 1720-as pestisjárvány szerencsésen elkerülte La Ciotat-t. Kikötője révén virágzó kereskedelmi központ lett, de a napóleoni háborúk során a brit hadiflotta sorozatos támadásai visszavetették a fejlődésben.
1895. szeptember 28-án a Lumière fivérek La Ciotat-ban forgatták és mutatták be az első filmet a világon (Vonat érkezik a La Ciotat-i pályaudvarra). 1910-ben Jules Le Noir La Ciotatban találta fel a pétanque játékot. A 20. század folyamán a város kedvelt idegenforgalmi célponttá vált. 1954 és 1975 között lakossága a duplájára nőtt (15 159 főről 32 721-re).

## Nevezetességek

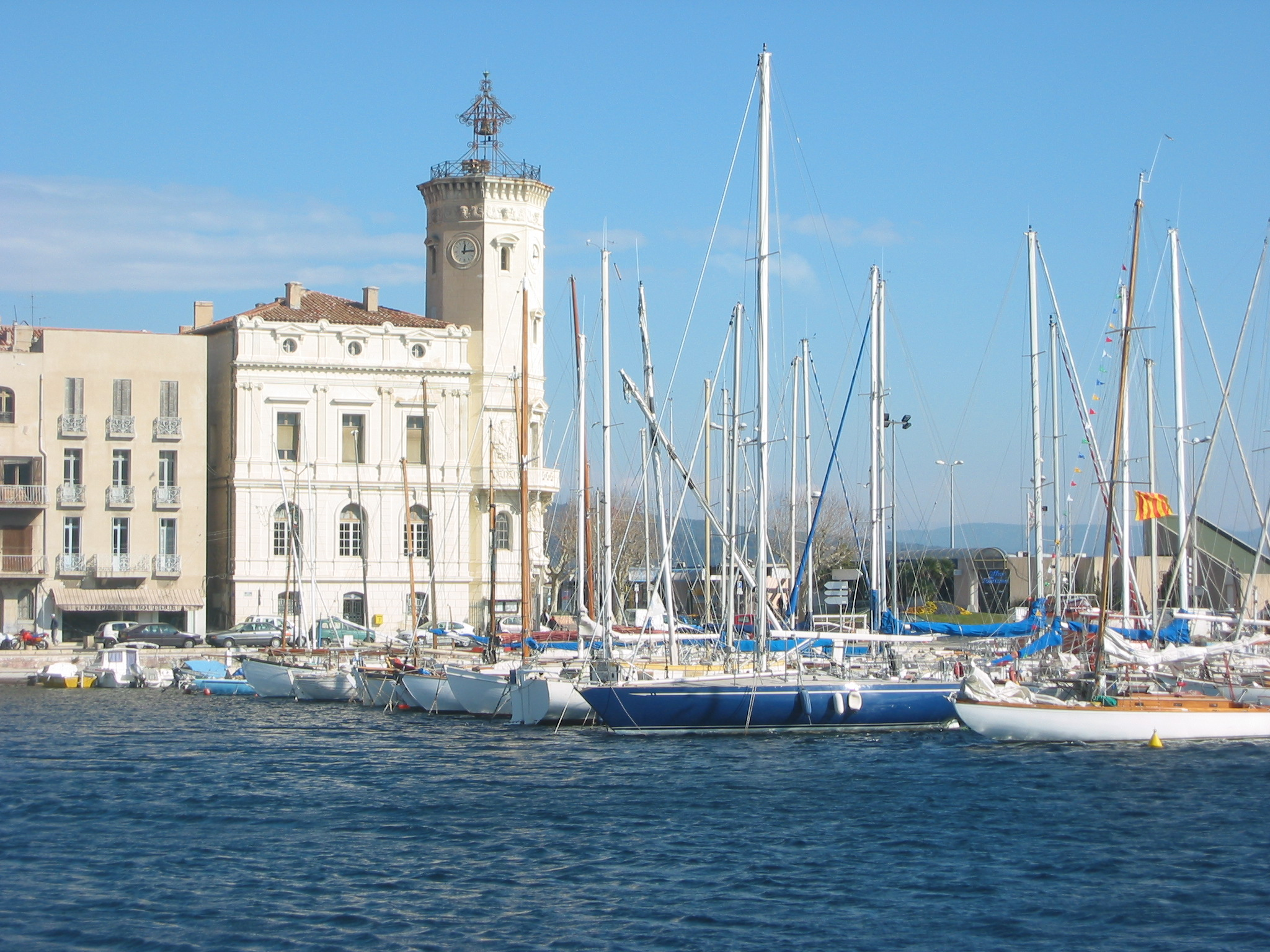
La Ciotat kikötője

- Notre-Dame-de-l’Assomption-templom - a 17. században épült.
- Pénitents Blancs-kápolna - 17. századi építmény.
- Pénitents Bleus-kápolna - 1598-ban épült.
- Parc du Mugel - Franciaország egyik leghíresebb botanikus parkja.
- Notre-Dame-de-la-Garde - 17. századi kápolna és kilátóhely a tengerpart feletti magaslaton.
- Városkapu - 1628-ban épült.
- Régi erődök romjai: a Bérouard és Saint-Antoine-erődök a városban és a Saint-Pierre-erőd az Île Verte-en.
- Városháza - 19. századi neoreneszánsz épület.
- Orsolya-rendi kolostor tornya.
- Több 17. századi műemlék épület (Hôtel de Grimaldi-Régusse, Fougasse és Abeille utcák)

## Testvérvárosok
- Bridgwater (1957 óta)
- Kranj (1958 óta)
- Singen (1958 óta)
- Torre Annunziata (2006 óta)

## Külső hivatkozások
- Turisztikai információk Archiválva 2011. augusztus 16-i dátummal a Wayback Machine-ben